# 카를루스 알레산드리 소자 시우바
카를루스 알레산드리 소자 시우바(Carlos Alexandre Souza Silva, 1986년 8월 1일 ~ )는 카를랑으로도 불리는 브라질의 축구 선수이다. 현재 소속이 없다.